# Čini Armade Republike Severne Makedonije
Armada Republike Severne Makedonije je bila ustanovljena leta 1992.
Čini so razdeljeni v štiri skupine: generali, častniki, podčastniki in vojaki.
| Oznaka | Čin                     | Skupina    |
| ------ | ----------------------- | ---------- |
|        | General                 | General    |
|        | Generalpodpolkovnik     | General    |
|        | Generalmajor            | General    |
|        | Brigadni general        | General    |
|        | Polkovnik               | Častnik    |
|        | Podpolkovnik            | Častnik    |
|        | Major                   | Častnik    |
|        | Stotnik                 | Častnik    |
|        | Poročnik                | Častnik    |
|        | Podporočnik             | Častnik    |
|        | Praporščak 1. razreda   | Podčastnik |
|        | Praporščak              | Podčastnik |
|        | Višji vodnik 1. razreda | Podčastnik |
|        | Višji vodnik            | Podčastnik |
|        | Vodnik                  | Podčastnik |
| десно  | Naddesetnik             | Vojak      |
| десно  | Desetnik                | Vojak      |
| десно  | Poddesetnik             | Vojak      |